# Hezelo van Helmond
Hezelo van Helmond (Hezelo de Helmund) was de eerste ons bekende heer van Helmond.
Deze ridder en edelman figureert in een document dat dateert uit 1108 en waarin hij als getuige fungeert bij het oplossen van een conflict omtrent een landgoed, door Bisschop Burchard van Utrecht.
Hezelo bezat een allodium dat bekendstond als De Haghe.
Het betreffende document is het eerste waarin de plaats Helmond wordt vernoemd.